# Pat the White
 Pat The White  est un chanteur et guitariste de blues québécois, né Patrick Leblanc le 24 juillet 1975 à Carleton-sur-Mer, Québec

## Biographie
Pat The White, de son vrai nom Patrick Leblanc, est né à Carleton-sur-Mer  au Québec. À 10 ans, il apprend à jouer de la guitare avec ses oncles, guitaristes de country. Lors de la première édition du Maximum Blues de Carleton, il  découvre cette musique et décide de s’y consacrer.  
Par la suite il fonde son premier groupe en Gaspésie avant de partir en ville, à Montréal puis à Québec. En 1999, il fonde le groupe Pat The White Band avec Vincent Carré (batterie), Jeff Poirier (basse), Christian Leblanc (claviers) et André Lavergne (guitares). 
Pat a reçu en 2003 et en 2004 le Lys Blues remis au « Meilleur artiste en spectacle » au Québec  (prix remis par le Net Blues de Montréal). En juillet 2006, il joue devant 15 000 personnes lors du Festival de Jazz de Montréal après avoir participé au Festival de la Scène Québec à Ottawa (Ontario) et au Festival NXNE de Toronto.

## Discographie
Pat The White (2004) label Bros
invités : Nanette Workman  (voix), Guy Bélanger  (harmonica), Jody Golick  (saxophone), Kim Richardson  (voix) et André Lavergne  (guitare)
- Better Way
- Ber Good To Me
- Soul Of A Dead Man
- Feels Like Mississippi
- How Long
- Jesus Gonna Be Here
- Crosseyed Cat
- Risk
- The Wind Don'T Blow
- I Will Promise You
- A Good Fool Is Hard To Find
- Change Your Mind

 Reviver (2007) label Bros
 The Quebec City Sessions (2007) label Dixiefrog
- Enuff (duo avec Kim Richardson)
- Nothing Else To Do
- More Bad News
- Promised Land
- Kiss From Your Sister
- Ain’t That Lovin’ You (duo avec Bob Walsh)
- Night Eyes
- Whippin’ Post
- Looking Out The Window
- Soul Of A Dead Man

## Vidéos
- (fr) L’interview vidéo de Pat The White